# Montigny-en-Ostrevent
Montigny-en-Ostrevent är en kommun i departementet Nord i regionen Hauts-de-France i norra Frankrike. Kommunen ligger i kantonen Douai-Sud som tillhör arrondissementet Douai. År 2022 hade Montigny-en-Ostrevent 4 588 invånare.

## Befolkningsutveckling
Antalet invånare i kommunen Montigny-en-Ostrevent
| Referens: INSEE |